# Alessandro Acquarone
Alessandro Acquarone (Sanremo, 20 settembre 1999) è un pallavolista italiano, palleggiatore della Trentino.

## Biografia
Nato a Sanremo, è cresciuto a Santa Croce sull'Arno.

## Carriera

### Club
La carriera di Alessandro Acquarone inizia nella stagione 2014-15 nella Lupi Santa Croce, nella seconda squadra che milita nel campionato di Serie C; l'annata successiva è promosso in prima squadra, in Serie B1. Nella stagione 2016-17 è in Serie B con il Fucecchio, mentre in quella 2017-18 torna nuovamente alla Lupi Santa Croce, in Serie A2: nel corso del campionato 2022-23 viene ceduto al Motta, sempre in serie cadetta.
Nella stagione 2023-24 è ingaggiato dalla Trentino, in Superlega, con cui vince la Champions League 2023-24 e lo scudetto 2024-25.

### Nazionale
Nel 2018 viene convocato nella nazionale italiana Under-20.

## Palmarès

### Club
- Campionato italiano: 1

2024-25
- Champions League: 1

2023-24